# آلوارز کلی
آلوارز کلی (انگلیسی: Alvarez Kelly) فیلمی در ژانر وسترن به کارگردانی ادوارد دمیتریک است که در سال ۱۹۶۶ منتشر شد.

## بازیگران
- ویلیام هولدن
- ریچارد ویدمارک
- جنیس ولکر
- پاتریک اونیل
- هری کری، جونیور
- ویکتوریا شا
- آرتور فرانتس